# Marina Gončarovová
Marina Gončarovová (rusky Марина Гончарова, rozená Poňarovová (Понярова); * 26. dubna 1986, Novokuzněck) je ruská atletka, která se věnovala halovému pětiboji a sedmiboji pod širým nebem.

## Kariéra
V roce 2003 vybojovala bronzovou medaili na mistrovství světa do 17 let v kanadském Sherbrooke. O rok později skončila na juniorském mistrovství světa v italském Grossetu na šestém místě, když nasbírala 5 599 bodů. Na bronz, který získala Němka Julia Mächtigová ztratila 80 bodů. Na mistrovství Evropy do 22 let 2007 v Debrecínu se umístila na pátém místě.
V roce 2010 obsadila na halovém MS v katarském Dauhá sedmé místo (4 416 bodů). Ve stejném roce skončila druhá na kladenském vícebojařském klání TNT - Fortuna Meetingu. V sedmi disciplínách získala celkově 6 182 bodů a nestačila jen na českou vícebojařku Elišku Klučinovou, která zvítězila výkonem 6 268 bodů. Na Mistrovství Evropy v atletice 2010 v Barceloně dokončila sedmiboj na osmém místě (6 186 bodů).